# Maja Bogdanović
Maja Bogdanović, née à Belgrade en 1982, est une violoncelliste française, d'origine serbe.
Saluée par la critique internationale, notamment dans ”The Strad magazine’’ qui lui consacre une critique élogieuse après son récital remarqué à Carnegie Hall, le magazine qualifie sa prestation comme “une performance d’une exceptionnelle beauté de son et d’une grande maturité d’interprétation, accompagnée d’une sûreté technique”, Maja Bogdanovic continue de prouver au public du monde entier qu’elle est l’une des violoncellistes montantes d’aujourd’hui. Ses engagements l’amènent à faire ses débuts en soliste avec l’Orchestre de la Tonhalle de Zurich, le Berliner Symphoniker à la prestigieuse Philharmonie de Berlin, le Bergische Philharmonie, l’Orchestre philharmonique de Slovénie, L’Orchestre philharmonique de Macédoine, Orchestra del Teatro Civico Schio, Lubbock Symphony, Spokane Symphony, ainsi que des concerts réguliers avec l’Orchestre philharmonique de Belgrade et la Sydenham Festival Orchestra.
Parmi ses récentes collaborations, Maja s’est produite avec l’Orchestre Philharmonique de Tokyo, Munchenner Kammerorchester, L’Orchestre Symphonique de La Radio Serbe, l’Orchestre National des Pays de la Loire, Wonju Philharmonique, Salta Symphony Orchestra, Orchestre Philharmonique de Morelia, Saint-Bartholomew Orchestra à Londres, l’Orchestre Symphonique de Vojvodina , l’Orchestre des Lauréats du Conservatoire de Paris, l’Orchestre de Chambre Nouvelle Europe ainsi que des orchestres de chambre, Sejong Soloists, Dušan Skovran, St. George Strings. La qualité de ses prestations en tant que soliste et chambriste continue d’être applaudie aux quatre coins du monde, dans diverses salles et des festivals de renommée internationale tels que le Royal Concertgebouw d’Amsterdam , Muziekgebouw Amsterdam, la Salle Pleyel, la Salle Gaveau, l’Amphithéâtre de la Sorbonne, le Palais des Congrès à Nantes, Prinzregententheater Munich, au Festival de Radio France à Montpellier, le Beauvais Cello Festival, le Festival du Périgord Noir, au Festival de Giverny, le Festival des Jeunes Talents à l’hôtel de Soubise, Plaisir de Musiques Annecy, Au Festival d’Arcachon, Classiques d’avenir à Biarritz, les Folles journées de Nantes, la Roque d’Antheron, Zeist Festival et Amsterdamse Cello Biënnale aux Pays-Bas.
Artiste éclectique, Maja Bogdanovic consacre une place particulière a la musique contemporaine. Elle a créé au long de sa carrière les œuvres de certains des plus grands compositeurs vivants, tels que Krzysztof Penderecki, Sofia Gubaidulina, Philip Sawyers, Nicolas Bacri, Eric Tanguy, Benjamin Yusupov, Ivan Jevtić et autres. Sa rencontre déterminante avec Krzysztof Penderecki l’a conduite à collaborer à diverses reprises avec lui, tout d’abord en France, avec l’Orchestre National des Pays de la Loire, puis à Belgrade avec le Philharmonique de Belgrade, et enfin à Ljubljana avec la Philharmonie de Slovénie où elle a joué son deuxième Concerto pour violoncelle dirigé par le compositeur lui-même.
Parmi un groupe restreint incluant les plus grands artistes de notre génération tels que Lorin Maazel, Anne-Sophie Mutter et d autres, Maja a été invitée à donner une concert spécial à Varsovie à l’occasion de 80e anniversaire du compositeur, en compagnie de Yuri Bashmet, Julian Rachlin et Barry Douglas.
Artiste prolifique, elle participe à plusieurs enregistrements parus à l’échelle internationale, notamment pour le label français Lyrinx en trio avec le violoniste David Galoustov et la pianiste Caroline Sageman, et pour Nimbus, où elle interprète le Concerto pour violoncelle et orchestre du compositeur anglais Philip Sawyers et dont elle est la dédicaire.
Lauréate de nombreux concours internationaux, Maja Bogdanovic a remporté le Premier prix au Concours de violoncelle Aldo Parisot, le Deuxième prix ainsi que le Prix spécial du Public au Concours International Gaspar Cassado, le Prix Spécial du Concours Rostropovitch à Paris et, dans la même année, elle remporte le 3ème Prix ainsi que deux prix spéciaux au Concours International des Jeunesses Musicales à Belgrade.
En 2008, la Fondation Safran pour la musique lui a remis un prix, et elle a été nommée Artiste de l’année 2011 par UMUS (l’Union des Artistes Serbes).
Maja a obtenu un Premier Prix au Conservatoire National Supérieur de Musique de Paris, où elle a complété un troisième cycle avec Michel Strauss ainsi qu’en musique de chambre avec Itamar Golan et Pierre-Laurent Aimard. Après ses études à Paris, elle a poursuivi le cycle konzertexamen à l’Universität der Künste de Berlin avec Jens Peter Maintz, et s’est perfectionnée  avec Bernard Greenhouse, Alban Gerhardt, Young-Chang Cho et Heinrich Schiff.
Maja a commencé le violoncelle très jeune avec Nada Jovanović, à l’école de musique Kosta Manojlovic à Zemun, et remporte à cette période les plus hautes distinctions lors de concours nationaux et internationaux, comme en République tchèque, en Autriche, en France et en Italie.
Elle a été soutenue par la Fondation Groupe Banque Populaire (2004-2007) et la Fondation Safran.
Maja Bogdanovic joue un violoncelle fait spécialement pour elle par le luthier français Frank Ravatin.

## Discographie
- Philip Sawyers, Lyrinx, 2014
- Eastern Wind, avec Maria Belooussova au piano, Orchid Classics, 2018
- Pas de deux, avec Daniel Rowland au violon, 2020, Challenge Records